# 河野通重 (豊前守)
河野 通重（こうの みちしげ）は、江戸時代前期から中期にかけての江戸幕府旗本。通称は勘右衛門。官位は豊前守。佐渡奉行・京都町奉行を務めた。

## 生涯
承応元年（1652年）、河野通宗（良以、大蔵卿法印）の長男として生まれる。この河野家は、奥医師として徳川家光に仕えた河野通幸（松安、大蔵卿法印）に始まる家であり、その子の通宗も奥医師として幕府に出仕していた。
松安の姉（通重の大伯母）は崇源院（江）に仕え、徳川家光の時代に大奥の老女を務めていた人物で、家光没後は剃髪して「寿林」と号し、家綱から月俸100口（100人扶持）を受けていた。通重は、この寿林の養子となり、明暦3年（1657年）12月27日に6歳で寿林に支給されていた俸禄を受け継いだ。なお、この際に扶持米100人扶持を蔵米300俵に切り替えられている。
寛文11年（1670年）9月13日、御小姓組番士となる。元禄15年（1702年）5月1日には御納戸頭に転じた。同年12月18日に布衣を許され、同22日には200石の加増を受けるとともに従来の蔵米も知行に切り替えられた。これにより、通重は下野国芳賀郡内で500石の知行取りとなった。
宝永5年（1708年）7月25日、目付に昇進。宝永7年（1710年）には、幕命により相模国・駿河国両国に赴いて河川普請の監督を行ったことについて褒賞されている（宝永大噴火参照）。
正徳2年（1712年）10月3日、佐渡奉行となる（相役は神保長治、次いで北条氏如）。前任の佐渡奉行は荻原重秀（一人制）で、勘定頭（勘定奉行）を兼ねながら20年余りにわたってその職にあった。荻原重秀の更迭と、河野通重・神保長治の佐渡奉行（二人制）就任は、新井白石の政権掌握と改革（正徳の治）に伴う措置であり、通重と神保は佐渡奉行所の機構改革に着手した。正徳4年（1714年）、佐渡奉行所の職務内容や定員を法制化したものが「諸役人勤書」であり、幕末までの佐渡支配の基本形となった。元禄期の荻原の「放漫財政」を改めて財政を緊縮し、諸役人の綱紀粛正にも取り組んだことから、佐渡の世相も大きく変わったとされる。享保6年（1721年）まで佐渡奉行を務めた通重は、将軍徳川吉宗の享保の改革を佐渡で実施する役割を担い、倹約・緊縮財政、金銀山への投資削減、新田開発、奉行所直営の鋳銭座の設置などの施策をおこなった。
享保6年（1721年）2月15日、京都町奉行となり、近江国蒲生郡内で500石を加増された（都合1000石）。同年3月28日、従五位下豊前守に叙任。
享保9年（1725年）12月18日死去、73歳。